# 藤田和樹
藤田 和樹（ふじた かずき、2005年11月4日 - ）は、山口県下関市出身のプロ野球選手（外野手・育成選手）。右投左打。千葉ロッテマリーンズ所属。

## 経歴

### プロ入り前
下関市立長成中学校在学時は硬式野球のクラブチームである下関マリナーズでプレーし、正捕手として全国大会に二度出場した。
延岡学園高等学校に進学し、1年冬に投手へ転向。2年秋からエースとなり、打撃では4番を務めた。3年夏の宮崎大会では背番号1で臨んだが、投手としては2試合で1回2/3の登板に留まり、主に外野手として出場した。同大会は準決勝で敗れ、3年間で甲子園大会出場はなかった。
2023年10月26日に開催されたドラフト会議にて、千葉ロッテマリーンズから育成4位指名を受けた。11月23日に支度金300万円、年俸230万円で仮契約し、プロ入り後は野手に専念することを発表した。背番号は136。

### ロッテ時代
2024年はイースタン・リーグで39試合に出場して打率.209、7打点を記録した。オフにはみやざきフェニックスリーグに参加した。

## 詳細情報

### 背番号
- 136（2024年[6] - ）